# Albert Chartier
Pour les articles homonymes, voir Albert Chartier (sculpteur-peintre) et Chartier.
 (octobre 2022).
Si vous disposez d'ouvrages ou d'articles de référence ou si vous connaissez des sites web de qualité traitant du thème abordé ici, merci de compléter l'article en donnant les références utiles à sa vérifiabilité et en les liant à la section « Notes et références ».
Compléments
- Créateur du personnage Onésime dans le Bulletin des agriculteurs (1943 à 2000).

Albert Chartier est un scénariste et dessinateur québécois de bande dessinée, ainsi qu'un illustrateur et caricaturiste né le 16 juin 1912 à Montréal et décédé le 21 février 2004 à Saint-Charles-Borromée, Québec, à l'âge de 91 ans.
Il est considéré comme l'un des tout premiers et principaux pionniers de la bande dessinée québécoise.

## Biographie
Albert Chartier est le fils de Joseph Chartier, voyageur de commerce ayant vécu aux États-Unis, employé de la compagnie Lowney's. Il hérite de son père un sens pratique inné pour les affaires ainsi qu'une parfaite maîtrise de l'anglais qui lui ont permis de devenir un auteur de bande dessinée de calibre international. Privilégié par un milieu familial bilingue, Albert Chartier décide de parfaire son anglais en s'inscrivant à la Montreal High School car, à la fin des années 1920, l'anglais constitue un outil essentiel pour tout jeune qui rêvait de sortir de la misère noire qui touchait alors beaucoup de foyers au Québec. Après ses études secondaires, il fait un essai dans les bureaux d'une compagnie d'assurances pour découvrir, après une seule journée, que le travail de bureau n'était pas fait pour lui.

### Formation
Charles Maillard, directeur de l'École des beaux-arts de Montréal, était un habitué de la maison Chartier et il encourage le jeune Albert à poursuivre des études en arts. Au début de ses cours, Chartier apprécie la rigueur et le perfectionnisme de ses maîtres car ils répondaient très bien à ses attentes. Mais, très vite, il découvre que le milieu plutôt traditionnel des beaux-arts ne lui convient pas. Dans ce milieu conservateur et élitiste, l'illustration et la bande dessinée sont plutôt perçues comme des formes d'art populaire, sans grande valeur artistique. À une quinzaine d'années du Refus global, qui allait sérieusement secouer la scène artistique et remettre en question bien des concepts, le milieu des beaux-arts reste largement conservateur et Chartier s'en accommode mal. Son penchant pour l'illustration se faisant déjà sentir, il déplore qu'on ne fasse même pas mention dans ses cours de certaines applications modernes de techniques artistiques appliquées à l'art figuratif qui l'intéressaient particulièrement.

### Carrière professionnelle
C'est à la fin de 1935 que Chartier décroche son premier contrat professionnel avec sa première bande dessinée, Bouboule, qui paraît dans La Patrie jusqu'en mars 1937, d'après un scénario du journaliste René Boivin.
En 1940, Chartier quitte le Québec et séjourne à New York où il réalise des bandes dessinées à la pige, notamment pour la revue Big Shot Comics publiée par la Columbia Comics Corporation. Après l'attaque de Pearl Harbor, les États-Unis entrent dans le conflit mondial et, comme le renouvellement de son permis de travail pouvait le forcer à s'enrôler dans l'armée américaine, Chartier rentre au pays, où il reçoit plusieurs offres. Un premier contrat vient du Bureau d'information en temps de guerre (Wartime Information Board) à Ottawa pour lequel il réalise des bandes dessinées et des panel gags dans les publications gouvernementales diffusées pour distraire les soldats.
C'est en 1943 qu'une de ses cousines propose à Chartier de se présenter au Bulletin des agriculteurs comme illustrateur. On l'engage alors pour illustrer les contes de Gabrielle Roy, ainsi que des romans et des nouvelles. En novembre de la même année, on lui offre la possibilité de créer une bande dessinée. À l'image du Saturday Evening Post aux États-Unis, qui connaît un énorme succès grâce à la fidélité de son célèbre illustrateur Norman Rockwell, le Bulletin des agriculteurs va connaître un succès similaire à partir de 1943 avec la bande dessinée intitulée Onésime de Chartier. En 1991, lors de la vente de la revue à la maison Maclean Hunter, il est question de faire disparaître Onésime. Mais un tollé s'élève parmi les représentants des ventes et surtout parmi le public du Bulletin, et l'idée est vite abandonnée.
S'inspirant du milieu rural ciblé par la revue, de sa propre famille et des expériences sociales du pittoresque coin de pays non agricole de Saint-Jean-de-Matha, Chartier a créé avec la série Onésime une chronique de la vie à la campagne et, en filigrane, une histoire de l'évolution de la mentalité et de la société québécoises.
Sur des scénarios de Claude-Henri Grignon, auteur du roman à succès Un homme et son péché (paru en 1933) à partir duquel sont inspirées Les Belles Histoires des pays d'en haut télédiffusées de 1956 à 1970, Albert Chartier illustre 228 épisodes originaux (format d'une page, noir et blanc) dans le mensuel Le bulletin des agriculteurs entre octobre 1951 et septembre 1970.
Ces planches seront rééditées dans l'album Séraphin illustré (du nom de son héros principal) en 2010.
Albert Chartier est décédé le 21 février 2004 à l'âge de 91 ans.
Il fut l'une des grandes figures de la BD québécoise.
Il a également réalisé des couvertures et des caricatures pour de nombreux magazines du Québec.
Le fonds d'archives d'Albert Chartier est conservé au centre d'archives de Montréal de Bibliothèque et Archives nationales du Québec. En 2007, Zyx et lui sont les deux premiers francophones ajoutés au temple de la renommée de la bande dessinée canadienne par le jury des prix anglophones Joe Shuster.

## Postérité
Le 31 mars 2005, le pont Albert-Chartier, qui traverse la rivière Noire dans la municipalité de Saint-Jean-de-Matha, est nommée en son honneur.

## Œuvres

### Albums
- Onésime : Les aventures d'un Québécois typique, Montréal : Éditions de l'Aurore, 2 vol., 1974-1975.
- Onésime : Ses plus amusantes aventures publiées dans le Bulletin des agriculteurs ces derniers 40 ans, Montréal : La compagnie de publication rurale, 1983.
- Une piquante petite brunette, Montréal : Les 400 coups, coll. « Strips », 2008. Publié sous la direction de Jimmy Beaulieu.
- Séraphin illustré, en collaboration avec Claude-Henri Grignon, Montréal : Les 400 coups, 2010. Préface de Pierre Grignon. Dossier de Michel Viau.
- Onésime : Les meilleures pages, Montréal : Les 400 coups, 2011. Publié sous la direction de Michel Viau. Préface de Rosaire Fontaine.
- Bouboule, Montréal : Moelle Graphik, 2019. Archives et documentation : Rosaire Fontaine. Restauration des planches : Christian Quesnel et Julien Poitras. Dossier : Pierre Skilling. Postface : Jacques Samson.

### Périodiques
- Le bulletin des agriculteurs, mensuel d'informations, 1943-2000.